# دهستان رودخانه‌بر
دهستان رودخانه‌بر، یکی از دهستان‌های بخش رودخانه شهرستان رودان در استان هرمزگان ایران است. مرکز این دهستان، روستای فاریاب است.

## جمعیت
بر پایه سرشماری عمومی نفوس و مسکن در سال ۱۳۹۵، جمعیت دهستان رودخانه‌بر برابر با ۸٬۸۶۲ نفر بوده‌است.